# Anna Zielińska
Anna Zielińska – polska pedagog, dr hab., profesor uczelni Katedry Polityki Oświaty i Społecznych Badań nad Edukacją Wydziału Pedagogicznego Uniwersytetu Warszawskiego.

## Życiorys
Obroniła pracę doktorską, następnie uzyskała stopień doktora habilitowanego. Jest profesorem uczelni w Katedrze Polityki Oświaty i Społecznych Badań nad Edukacją na Wydziale Pedagogicznym Uniwersytetu Warszawskiego.